# Mets Shen (Martakert)
Pour les articles homonymes, voir Mets Shen.
Mets Shen (en arménien Մեծշեն) est une communauté rurale de la région de Martakert, au Haut-Karabagh. Elle compte 322 habitants en 2005.